# Felipe Aguirre
Pour les articles homonymes, voir Aguirre.
 (juin 2025).
La mise en forme du texte ne suit pas les recommandations de Wikipédia : il faut le « wikifier ».
Les points d'amélioration suivants sont les cas les plus fréquents. Le détail des points à revoir est peut-être précisé sur la page de discussion.
- Les titres sont pré-formatés par le logiciel. Ils ne sont ni en capitales, ni en gras.
- Le texte ne doit pas être écrit en capitales (les noms de famille non plus), ni en gras, ni en italique, ni en « petit »…
- Le gras n'est utilisé que pour surligner le titre de l'article dans l'introduction, une seule fois.
- L'italique est rarement utilisé : mots en langue étrangère, titres d'œuvres, noms de bateaux, etc.
- Les citations ne sont pas en italique mais en corps de texte normal. Elles sont entourées par des guillemets français : « et ».
- Les listes à puces sont à éviter, des paragraphes rédigés étant largement préférés. Les tableaux sont à réserver à la présentation de données structurées (résultats, etc.).
- Les appels de note de bas de page (petits chiffres en exposant, introduits par l'outil «  Source ») sont à placer entre la fin de phrase et le point final[comme ça].
- Les liens internes (vers d'autres articles de Wikipédia) sont à choisir avec parcimonie. Créez des liens vers des articles approfondissant le sujet. Les termes génériques sans rapport avec le sujet sont à éviter, ainsi que les répétitions de liens vers un même terme.
- Les liens externes sont à placer uniquement dans une section « Liens externes », à la fin de l'article. Ces liens sont à choisir avec parcimonie suivant les règles définies. Si un lien sert de source à l'article, son insertion dans le texte est à faire par les notes de bas de page.
- La présentation des références doit suivre les conventions bibliographiques. Il est recommandé d'utiliser les modèles {{Ouvrage}}, {{Chapitre}}, {{Article}}, {{Lien web}} et/ou {{Bibliographie}}. Le mode d'édition visuel peut mettre en forme automatiquement les références.
- Insérer une infobox (cadre d'informations à droite) n'est pas obligatoire pour parachever la mise en page.

Pour une aide détaillée, merci de consulter Aide:Wikification.
Si vous pensez que ces points ont été résolus, vous pouvez retirer ce bandeau et améliorer la mise en forme d'un autre article.
Felipe Aguirre (Bogota, 25 novembre 1976) est un chef d'orchestre colombien résident en Espagne.

## Biographie
Il est né à Bogotá, en Colombie. Il a commencé des études de piano dès son plus jeune âge avec son père. Au Conservatoire de sa ville natale, il a étudié le piano avec Tatiana Pavlova, la composition avec Blas Emilio Atehortúa et la direction d’orchestre avec Carlos Alvarado. En 1997, il s’est installé à Vienne pour poursuivre ses études au Conservatorio de la ville, où il a obtenu son diplôme avec mention en 2001, après une formation en direction d’orchestre auprès des maîtres Georg Mark et Reinhard Schwarz[réf. souhaitée]. 
En 1998, il entame sa carrière internationale comme chef d’orchestre à l’Opéra du Cap ; là-bas, avec le Cape Town Philharmonic et des chanteurs tels que Johan Botha et Michelle Breedt, il dirige les productions Les Contes d’Hoffmann (J. Offenbach) et Dialogues des Carmélites (F. Poulenc). Il fait ses débuts comme pianiste aux États-Unis, interprétant le Concerto no 2 de Sergueï Rachmaninov sous la direction de Lucas Richman avec le Spokane Symphony (en) l'état de Washington. Depuis, son activité musicale comme chef et pianiste l’a conduit à se produire sur les scènes les plus prestigieuses d’Europe et d’Amérique. En tant que soliste, il s’est produit avec divers orchestres tels que l’Orchestre Symphonique National de Colombie, l’Orchestre Symphonique du Tolima, l’Orchestre Philharmonique de Cundinamarca, l’Orchestre des Jeunes des Baléares, l’Orchestre Symphonique d’Innsbruck et l’Orchester-Verein de Vienne.
Depuis 2000, il a dirigé les principales formations symphoniques de son pays: l’Orchestre Philharmonique de Bogotá,, l’Orchestre Philharmonique de Medellín, l’Orchestre Symphonique EAFIT, l’Orchestre Philharmonique del Valle, la Philharmonique de Cundinamarca, l’Orchestre FOSBO et l’Orchestre Symphonique de Colombie ; avec cette dernière, il a effectué des tournées dans plusieurs pays.
En Europe, sa carrière de chef commence dans la célèbre Konzerthaus de Vienne à la tête de l’Orchestre Symphonique de Bratislava, avec la  Neuvième Symphonie d’Anton Bruckner. Dès janvier 2000, il devient directeur musical du Chœur et de l’Orchestre de la ville de Schwechat (Basse-Autriche), poste qu’il quitte avec le titre de directeur honoraire. La même année, il dirige une série de concerts symphoniques et chorals avec la Kammer-Philharmonie de l'Hongrie (de).
Entre 2001 et 2003, il est Premier Chef Invité de l’Orchester-Verein de Vienne (en), avec lequel il se produit à plusieurs reprises dans la Salle dorée du Musikverein. Durant cette même période, il est nommé directeur musical de la Schonnbrunner Kapelle de Vienne, spécialisée dans le répertoire lyrique de Mozart. Il convient également de souligner sa collaboration avec l’Orchestre et le Chœur de Musique Ancienne du Conservatorio de Vienne, avec lesquels il explore le répertoire baroque et les pratiques d’interprétation historique. En 2005, il collabore avec l’Opéra des Baléares pour une production de La fanciulla del West de Giacomo Puccini, et a agi je joins à la Tiroler Kammerorchester (Autriche).
De 2002 à 2004, il est directeur musical de l’Orchestre Symphonique du Tolima, avec lequel il se distingue par l’interprétation de symphonies de Bruckner et de Chostakovitch, et par sa collaboration avec Incolballet pour la mise en scène du ballet Casse-noisette. En 2006, il assure la direction musicale d’une nouvelle mise en scène de Don Giovanni à Bogotá. En 2009, il est invité par le ministère cubain de la Culture à diriger l’Orchestre Symphonique de l’Est de Cuba et à assurer la première cubaine de plusieurs symphonies de Bruckner avec l’Orchestre Symphonique National de Cuba. Il a dirigé à plusieurs reprises l’Opéra de Colombie, dans des productions comme La Traviata (2010), Madama Butterfly (2011) et Les Noces de Figaro (2012). Parmi ses autres mises en scène figurent L'Enfant et les Sortilèges (2013) et Gianni Schicchi (2014), avec laquelle il a réalisé une tournée nationale. Depuis 2015, il dirige des galas lyriques avec des chanteurs de renommée internationale tels que Fernando de la Mora, Olga Peretyatko, Thomas Hampson, Ainhoa Arteta et Roberto Alagna, avec qui il s’est produit à de nombreuses reprises, notamment à l’Opéra Royal de Mascate.
Depuis 2010, il collabore avec l’Orchestre Symphonique des Îles Baléares ainsi qu’avec le Conservatorio Supérieur de Musique des Îles Baléares (ca) en tant que professeur et chef d’orchestre. En 2015, il est invité par l’Orchestre Symphonique Présidentiel de Turquie, à Ankara, avec lequel il poursuit une collaboration étroite, et il dirige une nouvelle production de Didon et Énée au Théâtre Lyrique National de Cuba. En 2016, il est à la tête de l’Orchestre Symphonique de Brasilia, au Brésil, et en 2019, il se produit au célèbre Palais des beaux-arts de Mexico avec l’Orchestre symphonique national de cette ville. Depuis 2022, il est invité à diriger l’Orchestre Symphonique de Lecce et du Salento, en Italie.
Depuis 2014, il est Directeur Artistique du Festival Santa Catalina Classics, où il a collaboré avec des musiciens de la trempe de Zubin Mehta, Daniel Barenboim, Kiri Te Kanawa, Anna Netrebko et Hilary Hahn.

## Discographie
- Robert Schumann, Symphonie no 4 en ré mineur, Op. 120 (Orchestre Symphonique National de Colombie)
- Sergueï Rachmaninov, Les Cloches, Op. 35 (Orchestre Symphonique de Bogotá)[20]
- Wolfgang Amadeus Mozart, Requiem, KV 626 (Kammerphilharmonie de Hongrie)
- Ludwig van Beethoven, Concerto pour piano no 1 en ut majeur, Op. 15 (Tiroler Kammerorchester)[21]
- Nicolás Prada, Cantate pour la Paix[22] (Orchestre Philharmonia Popayán)